# Koppakari
Koppakari är en ö i Finland. Den ligger i sjön Ruovesi och i kommunen Mänttä-Filpula men med ett hörn i Ruovesi och landskapet Birkaland, i den södra delen av landet, 210 km norr om huvudstaden Helsingfors. Öns area är omkring 540 kvadratmeter och dess största längd är 40 meter i sydväst-nordöstlig riktning.